# Ostruscha-Nunatak
Der Ostruscha-Nunatak (bulgarisch нунатак Оструша nunatak Ostruscha) ist ein 1100 m hoher Nunatak im westantarktischen Ellsworthland. Er ragt 16,75 km nordnordöstlich des Mount Mogensen, 12,43 km ostnordöstlich des Mount Weems und 5,27 km südsüdöstlich des Bochot-Nunataks aus dem Eisschild am Nordostrand der Sentinel Range im Ellsworthgebirge auf.
US-amerikanische Wissenschaftler kartierten ihn 1961. Die bulgarische Kommission für Antarktische Geographische Namen benannte ihn 2014 nach dem thrakischen Grabhügel Ostruscha im Süden Bulgariens.